# Лашко, Николай Фёдорович
Никола́й Фёдорович Лашко́ (1906, Гадячи, Полтавская губерния — 1985) — учёный в области физики металлов, металловед.

## Биография
Родился в городе Гадячи Полтавской губернии. Окончил Харьковский государственный университет (1937), затем — аспирантуру, кандидат химических наук (1946), доктор технических наук (1951).
С 1946 по 1979 год работал во Всероссийском научно-исследовательском институте авиационных материалов, где стал начальником сектора лаборатории физики металлов.

## Научная деятельность
Занимался вопросами теории легирования и создания литейных жаропрочных никелевых сплавов, а также теории пайки и технологической прочности материалов при сварке. Возглавлял научное направление физико-химического фазового анализа, успешно применяемого для исследования структурных превращений в сталях и сплавах на различных металлических основах.
Соавтор более 20 жаропрочных никелевых сплавов, широко применяемых в авиационной промышленности. Автор более 500 научных трудов, в том числе 7 монографий.

## Награды
- Государственная премия СССР (1968).